# Hondurodendron
Hondurodendron es un género monotípico de árbol endémico de Honduras. La única especie del género, H. urceolatum, fue descubierta durante 2004 y 2006 durante los estudios botánicos de las plantas en el Parque Nacional Cusuco, en el noroeste de Honduras. Fue descrita posteriormente en 2010 por Carmen Ulloa Ulloa, Daniel L. Nickrent, Caroline Whitefoord, y Daniel L. Kelly en los Anales del Jardín Botánico de Missouri.